# Smak (finn együttes)
A Smak egy 2001 decemberében Helsinkiben alakult finn rockegyüttes.

## Tagok
- Kalle Lindroth – ének
- Henri Salonen "Henkka" – gitár
- Lucas Leppänen – basszus
- Markku Saarinen – dob

## Diszkográfia

### Albumok
- Sic Transit (2004)
- Elohopeaa (2006)
- Shopping Mall Religion (2009)

### Kislemezek
- Myrsky (2004)
- Hallanvaara (2004)
- Vesi Tulvii Sisään (2005)
- Teen Mitä Teen (2006)
- Elohopeaa (2006)
- Heartbreaker (2009, promo)
- Highschool Uncool (2009, promo)

### DVD
- Gloria Mundi (2005)